# Bistum Bentiu (römisch-katholisch)
Das Bistum Bentiu (englisch Diocese of Bentiu) ist eine im Südsudan gelegene römisch-katholische Diözese mit Sitz in Bentiu im Bundesstaat Unity.

## Geschichte
Das Bistum Bentiu wurde am 3. Juli 2024 durch Papst Franziskus aus Gebietsabtretungen des Bistums Malakal errichtet und dem Erzbistum Juba als Suffraganbistum unterstellt. Erster Bischof wurde Christian Carlassare MCCJ, der bis zu seiner Ernennung Bischof von Bistum Rumbek war.
Die bisherige Pfarrkirche St. Martin de Porres wurde die Kathedrale des Bistums.